# Geophilus foveatus
Geophilus foveatus är en mångfotingart som först beskrevs av John McNeill 1887.  Geophilus foveatus ingår i släktet Geophilus och familjen storjordkrypare. Inga underarter finns listade i Catalogue of Life.